# 藤原淳子
藤原 淳子（ふじわら じゅんこ、現姓：冨田、1957年12月2日 - ）は、中部日本放送（CBC)の元アナウンサー。フリーアナウンサー。夫は、元CBCアナウンサー・元稲沢市議会議員の冨田和音。

## 人物・略歴
- 東京都出身[1]。青山学院大学文学部英米文学科卒業[1]。
- 1981年にCBCに入社[1]。同期に若林健治、小西雅子、颯田圭子がいる[1]。
- 1983年に寿退社。同時にフリーアナウンサーとなる。
- 現在は愛知大学短期大学部、大同工業大学（現在の大同大学）、名古屋市立大学などで非常勤講師を務める。

## 過去の出演番組

### テレビ
- CBCニュースワイド
- ミックスパイください
- ジャストナウ愛知

### ラジオ
- 0時半です松坂屋ですカトレヤミュージックです